# Румен Недков
Румен Недков е български учен, доктор на науките, професор и дългогодишен директор на Института за космически изследвания и технологии на Българската академия на науките в София, България. Той е редактор на списанието за „Научна и приложна изследователска работа“. Публикува научни статии в множество наши и чуждестранни научни списания. Канен е не веднъж за участие в програми на българската телевизия и радио. През 2019 г. е чествана тържествено 50-годишнината на института и началото на космическите изследвания в България, на което професор Румен Недков кани първия български космонавт Георги Иванов и организира изложба експозиция, на която са показани всички постижения на българската космонавтикам за последните 50 години, както и никога дотогава непоказвани снимки, направени от първия български космонавт. Умира на 28 ноември 2020 г. след дълго боледуване.

## Научни интереси
Основните интереси включват обработка на космически изобржения, получени от апаратура на космически станции. Участва в редица програми и проекти като „Фобос“ и „България-1300“.